# Ейс Фрели
Пол Даниел Фрели (на английски: Paul Daniel Frehley), по известен като Ейс Фрели (Ace Frehley) е американски музикант, роден на 27 април 1951 г.
Известен е най-вече като един от основателите и соло китара в рок групата Кис. През 1982 г. напуска групата, заради солова кариера.

## Дискография

### Кис
- „KISS“ (1974)
- „Hotter Than Hell“ (1974)
- „Dressed to Kill“ (1975)
- „Destroyer“ (1976)
- „Rock and Roll Over“ (1976)
- „Love Gun“ (1977)
- „Dynasty“ (1979)
- „Unmasked“ (1980)
- „Music From "The Elder"“ (1981)
- „Psycho Circus“ (1998)

### Соло
- „Ace Frehley“ (1978)
- „Frehley's Comet“ (1987)
- „Second Sighting“ (1988)
- „Trouble Walkin'“ (1989)
- „Anomaly“ (2009)
- „Space Invader“ (2014)
- „Origins, Vol. 1“ (2016)